# Камінський Федір Володимирович
Камінський Федір Володимирович (нар. 2 червня 1918, Київ — 12 вересня 1976, Київ) — радянський український кінооператор. Заслужений діяч мистецтв УРСР (1973).

## Біографічні відомості
Закінчив операторський факультет Всесоюзного державного інституту кінематографії (1941). 
Учасник Німецько-радянської війни. 
Працював асистентом оператора на Київській кіностудії художніх фільмів (1946—1948), Українській студії кінохроніки (1948—1952), служив у лавах Радянської армії (1952—1954). 
З 1954 р. — оператор Української студії хронікально-документальних фільмів.
Був членом Спілки кінематографістів України.

## Фільмографія
Зняв стрічки:
- «Спортивний тиждень» (1954)
- «Місто безсмертної слави»
- «Вас кличе промисловість» (1955)
- «Місто металургів»
- «В степу під Херсоном» (1956)
- «Дружба двох колгоспів» (1957)
- «Живи, Україно!» (1957, у співавт. з І. Кацманом, О. Ковальчуком, М. Пойченком)
- «Висока нагорода» (1958)
- «Нова Болгарія» (1959)
- «Україна, 1960» (1960)
- «Земля Донецька, море житейське» (1961)
- «Сім кольорів райдуги» (1962)
- «Наш дорогий друг Фідель» (1963)
- «Золоті ворота» (1963, у співавт.)
- «Каштани Києва» (1964)
- «Соната про художника» (1966)
- «50 років Радянської України» (1967)
- «Вітя Коробков» (1968)
- «Українська книга» (1970)
- «Партизани України» (1971)
- «Вогненний шлях» (1974) та ін.